# BLU-97/B
BLU-97/B је бомбица која служи као пуњење за касетне бомбе, које користи Америчко ратно ваздухопловство.
По ослобађању из тела касетне бомбе, BLU-97/B се спушта падобраном до циља. При паду, доњи део бобмице је посебно обликован и намењен за уништавање оклопних возила, па се BLU-97/B користи за напад на горње делове тенкова и борбених возила пешадије.